# Real Plaza Huancayo
Real Plaza Huancayo es un centro comercial ubicado en la ciudad peruana de Huancayo, capital de la región Junín. Pertenece a la cadena de centros comerciales Real Plaza, siendo propiedad de Intercorp y fue inaugurado en julio de 2008, siendo la primera construcción de este tipo en la ciudad. Está construido sobre un terreno de 40.000 m², sobre lo que fue una antigua estación del ferrocarril Central. Cuenta con 50 000 m² construidos. La inversión fue de S/.90 millones (US$ 30 millones) y la primera etapa fue inaugurada el 12 de diciembre de 2008, siendo actualmente el centro comercial más grande de la ciudad y de la región.

## Construcción
La construcción inició a principios de 2008 siendo inaugurado en primera instancia el supermercado Plaza Vea en julio de 2008, siendo la dinámica muy parecida a la del Real Plaza Trujillo. Mientras operaba Plaza Vea se seguía con las obras del centro comercial. Finalmente la primera etapa que cuenta con un supermercado, 7 salas de cine (Cineplanet) y un paseo comercial inaugurado el 12 de diciembre del mismo año. La segunda etapa estaba programada para inicios de 2009, pero las obras comenzaron en septiembre. Esta segunda etapa consta de más locatarios en el paseo comercial y una tienda por departamento. Intercorp lanzó su primera tienda por departamentos, Oechsle, en Huancayo. Con esto se finalizó su construcción el 5 de mayo de 2009.
En 2010 se inauguró Estilos, la cual cerraría años más tarde para dar paso a CasaIdeas, el 9 de diciembre de 2012 la tienda por departamento Ripley, en 2014 la tienda de mejoramiento para el hogar Promart y el nuevo estacionamiento, en 2016 se inauguró el tercer piso del centro comercial donde se incluye el restaurante Longhorn, la sala de cine Cineplanet renovada y la librería Tai Loy y en 2018 se inauguró el segundo piso, el patio de comidas renovado, donde están Burger King, Pizza Hut, Bembos, KFC y Popeyes (años más adelante reabrirían Otto Grill y Umarí, en el espacio de Pedraza a la brasa y un espacio vacío respectivamente). Por otro lado se inauguró la fast fashion H&M (La cual está construida sobre el espacio antiguo del patio de comidas) y otras tiendas nuevas en el tercer piso.

## Tiendas
- Plaza Vea
- Oechsle
- Promart
- H&M
- Ripley
- Smart Fit
- Cineplanet
- Tai Loy
- Casaideas
- Bata
- Miniso
- La Ibérica
- Ishop
- Happyland
- Inkafarma
- Norky's
- KFC
- Pizza Hut
- Bembos
- Popeyes
- Longhorn
- Chinawok